# Isla Farrel
Isla Farrel är en ö i Chile.   Den ligger i regionen Región de Magallanes y de la Antártica Chilena, i den södra delen av landet, 2 000 km söder om huvudstaden Santiago de Chile. Arean är 363 kvadratkilometer.
Terrängen på Isla Farrel är kuperad. Öns högsta punkt är 808 meter över havet. Den sträcker sig 27,9 kilometer i nord-sydlig riktning, och 22,4 kilometer i öst-västlig riktning.
I omgivningarna runt Isla Farrel växer i huvudsak blandskog. Trakten runt Isla Farrel är nära nog obefolkad, med mindre än två invånare per kvadratkilometer.